# Demo dei Cradle of Filth
I Cradle of Filth, gruppo musicale symphonic black metal britannico, hanno registrato numerosi demo nel corso della loro carriera. Di seguito, ne è stata riportata una lista in ordine cronologico:

## Invoking the Unclean
Invoking the Unclean è il primo demo del gruppo musicale britannico Cradle of Filth, pubblicato il 20 gennaio 1992 da un'etichetta discografica indipendente.
Non è ben chiaro l'anno di registrazione, dato che è stato sotto-titolato "Demo '92".

### Il disco
All'esordio i "nostri" suonano un arcigno death metal.
Il cantante Dani ha creato l'immagine di copertina.

### Curiosità
- Alla sua prima esperienza con i Cradle of Filth, il futuro bassista Robin "Graves" suona la chitarra ritmica.
- Benjamin R. compare in veste di ospite come "orchestratore".

### Tracce
Testi di Dani, musiche dei Cradle of Filth (eccetto dove indicato).

#### Lato A
1. Loathsome Fucking Christ – 5:25
2. Darkly Erotic – 5:45

#### Lato B
1. Chewing on Your Guts – 2:46
2. Circle of Perversion – 5:56
3. Dead Orchestra (Outro) – 1:41

### Formazione
- Dani - voce
- Paul - Chitarra Solista
- Rob - Chitarra Ritmica
- Jon - basso
- Daz - batteria
- Ben - tastiera

## Orgiastic Pleasures Foul
Orgiastic Pleasures Foul è il secondo demo del gruppo musicale britannico Cradle of Filth, pubblicato nel febbraio 1992 da un'etichetta discografica indipendente.
È stato registrato in 3 giorni.

### Il disco
Malgrado i testi e gli elementi di tastiera, si tratta pur sempre di death metal.
Dell'immagine di copertina se n'è occupato lo stesso Dani.

### Curiosità
- La traccia Darkly Erotic era già presente nel precedente demo, anche lì in chiusura del Lato A.
- Benjamin R. compare in veste di ospite come "orchestratore".

### Tracce
Testi di Dani, musiche dei Cradle of Filth (eccetto dove indicato).

#### Lato A
1. Bleeding in Heaven (In.) – 0:52
2. As My Stomach Churns – 5:26
3. Funereal – 3:41
4. Darkly Erotic – 5:42

#### Lato B
1. The Graveyard by Moonlight – 5:40
2. So Violently Sick – 5:27
3. Foul Winds Threaten (Out.) – 1:06

### Formazione
- Dani - voce
- Paul - chitarra
- Jon - basso
- Daz - batteria
- Ben - tastiera

## A Pungent and Sexual Miasma
A Pungent and Sexual Miasma è uno split del gruppo musicale britannico Cradle of Filth con i Malediction, pubblicato nel marzo 1992 dalla Mortuary Music.
È stato ristampato, con una immagine di copertina differente, nel settembre del 1992.

### Il disco
Per i Cradle of Filth è una sorta di mini-raccolta tra precedenti demo e pezzi suonati dal vivo. Mentre per quanto riguarda i Malediction, si tratta di un intero concerto suonato il 18 aprile 1991 a Bradford di supporto ai My Dying Bride e, posti alla fine, tre demo risalenti al 1991.

### Curiosità
- La traccia Our Father Which Art in Earth dei Cradle of Filth, sarebbe Foul Winds Threaten con un altro titolo.
- Sick New Facts dei Malediction, sarebbe Insect in the Infrastrusture presente nel 7" Mould of an Industrial Horizon, pubblicato dalla MBR Records nel 1991.

### Tracce

#### Lato A

##### Cradle of Filth
Testi di Dani, musiche dei Cradle of Filth (eccetto dove indicato).
1. So Violently Sick – 5:35 – proveniente da Orgiastic Pleasures Foul
2. Funereal (Live in Ipswich 13 marzo 1992) – 4:01
3. Dawn of Eternity (Live in Reh 3 marzo 1992) – 4:55 – cover dei Massacre
4. Circle of Perversion – 6:26 – proveniente da Invoking the Unclean
5. Chewing on Your Guts (Live in Reh 3 marzo 1992) – 3:50
6. Loathsome Fucking Christ (Live in Ipswich 13 marzo 1992) – 5:34
7. Darkly Erotic – 5:56 – proveniente da Orgiastic Pleasures Foul
8. This Fetid Dank Oasis (Live in Ipswich 13 marzo 1992) – 5:17
9. Our Father Which Art in Earth (Foul Winds Threaten) – 1:13 – proveniente da Orgiastic Pleasures Foul

#### Lato B

##### Malediction
1. Mould of an Industrial Horizon – 3:20
2. Infestation – 5:06
3. Waste – 2:29
4. Longterm Result – 6:22
5. System Fear – 6:22
6. Sick New Facts
7. Murdered from Within – 3:54
8. Infestation
9. Intro / System Fear
10. Waste
11. Murdered from Within

### Formazione

#### Cradle of Filth
- Dani - voce
- Paul - chitarra
- Jon - basso
- Dar - batteria
- Ben - tastiera

#### Malediction
- Shaun - voce
- Rich - chitarra
- Mark M - chitarra
- Mark F - basso
- Alastair - batteria

## Total Fucking Darkness
Total Fucking Darkness è il terzo demo del gruppo musicale britannico Cradle of Filth, pubblicato il 2 novembre 1993 da un'etichetta discografica indipendente.
È stato registrato e mixato su un quattro-piste in 3 giorni.
È stato rimasterizzato e pubblicato in CD dalla Mordgrimm (la "vecchia" Cacophonous Records) il 5 maggio del 2014, con delle bonus track.

### Il disco
Per i Cradle of Filth si tratta del primo vagito black metal.
In realtà sarebbe servito da apripista per il primo LP Goetia, poi mai pubblicato, come scritto nella copertina creata da Dani Filth.

### Curiosità
- Ritorna, questa volta nel 'suo' ruolo, Robin "Graves" al basso.
- Entra in formazione Paul Allender, come prima chitarra solista.

### Tracce
Testi di Dani, musiche dei Cradle of Filth (eccetto dove indicato).

#### Lato A
1. The Black Goddess Rises – 6:26
2. Unbridled at Dusk – 7:13

#### Lato B
1. The Raping of Faith – 5:44
2. As Deep as Any Burial – 4:04
3. Fraternally Yours, 666 (Outro) – 0:27

### Formazione
- Dani - voce
- Paul - Chitarra Solista #1
- Paul - Chitarra Solista #2
- Rob - basso
- Darren - batteria
- Ben - tastiera